# Parque Nacional do Bazaruto
O Parque Nacional do Bazaruto foi a primeira área de conservação marinha de Moçambique. Foi criado em 1971, pelo Diploma Legislativo nº 46/71 de 25 de Maio, abrangendo as ilhas Benguérua, Magaruque e Bangué, com uma área total de 80 km². As ilhas Bazaruto e Santa Carolina tinham o estatuto de “Áreas de Vigilância Especial”. Em 2001, pelo Decreto nº 39/2001 de 27 de Novembro, o Parque Nacional do Bazaruto foi alargado, passando a englobar as cinco ilhas e recebendo a nova denominação de Parque Nacional do Arquipélago do Bazaruto, com uma área total de 1430 km².
Os limites do parque são referenciados pelos paralelos 21º 27’ 30’’ S e 22º 02º 55’’ S 3 pelos meridianos 35º 14’ 01’’ E e 35º 32’ 30’’ E. 

No Parque Nacional do Bazaruto podem encontrar-se cerca de 164 espécies de aves, algumas muito raras. O parque serve também de santuário a várias espécies marinhas, tais como espécies de peixes, e baleias, raias-mantas, golfinhos, tartarugas-marinhas e dugongos. Quanto aos dugongos, esta é a última população viável do Oceano Índico ocidental, estimada em 250 indivíduos.